# Vanda
Vanda és un gènere que inclou una seixantena espècies d'orquídies de la subfamília Epidendroideae dins de la família Orchidaceae. Oriündes del sud-est d'Àsia des de les muntanyes de l'Himàlaia fins a les Filipines i nord d'Austràlia. El nom Vanda procedeix del nom sànscrit de l'espècie Vanda tessellata.
La majoria són epífites encara que n'hi ha també litòfites. En la naturalesa es troben sota el sotabosc forestal en la humitat de la part baixa, protegides de la llum solar directa. Es distribueixen per Índia, l'Himàlaia, sud-est d'Àsia, Indonèsia, les Filipines, Nova Guinea, Sud de la Xina i Nord d'Austràlia.
Les vandes mostren un hàbit de desenvolupament monopodial. El rizoma es desenvolupa erecte i en el seu extrem produeix dues gruixudes i carnoses fulles alternes i el·líptiques cada any. Les fulles basals més velles cauen al mateix temps. La planta d'aquesta manera reté de quatre a cinc fulles. No tenen pseudobulbs. El raïm apareix de la tija que sorgeix entre les fulles i floreix en tota la seva esplendor durant diverses setmanes.
Les espècies es poden classificar dins de dos grups. Un d'ells amb una inflorescència llarga i ramosa (més d'un metre de llarga) amb unes flors gairebé arrodonides de tints roses o blancs.
L'altre grup amb tiges curtes i flors d'aparença cerúlia menys arrodonides i colors més forts.
Les flors consten de 3 sèpals similars als pètals, 3 pètals amb un d'ells, l'inferior, diferent, que forma l'anomenat label i enmig d'ells està la columna (fusió dels estams i pistils).
Les arrels són gruixudes i estan recobertes per un teixit esponjós anomenat velam que ajuda a l'absorció d'aigua i nutrients. Per dins està l'autèntica arrel, que conté clorofil·la i presenta color verd.